# الفقهية (ميدي)

تعديل مصدري - تعديل

الفقهية هي إحدى قرى عزلة بني ميدي بمديرية ميدي التابعة لمحافظة حجة، بلغ تعداد سكانها 183 نسمة حسب تعداد اليمن لعام 2004.